# Лајање на звезде (представа)
Лајање на звезде је позоришна представа коју је режирао Радован Кнежевић на основу текста Милована Витезовића. Премијерно је приказана 6. марта 2019. у позоришту ДАДОВ.
Мјузикл „Лајање на звезде” заснован је на истоименом култном роману Милована Витезовића, који прати доживљаје бунтовног одељења IV-2 у њиховој последњој години гимназије у фиктивном месту Моравски Карловци 1962. године.
Представа говори о једној генерацији са ведрином духа, која живи у безбрижнијем и опуштенијем времену.

## Радња
Главни јунаци комада су откачени матуранти, који желе да максимално искористе последње две недеље гимназије. Предају им још откаченији професори, који једва чекају да заврше с њима, али су опет свесни да ће им недостајати.

## Улоге
| Лица                                          | Глумци               |
| --------------------------------------------- | -------------------- |
| Професор физичког васпитања Градимир Стевић   | Милан Васиљевић      |
| Професор Ненад Лазичић Неша Кутузов           | Никола Милошевић     |
| Професорка биологије Станка Милићевиж         | Милица Лабус         |
| Професорка српскохрватског Дана Јелинић       | Теодора Гавриловић   |
| Професор Хемије Милош Петровић                | Петар Кокиновић      |
| Професорка француског Натали де Френ Бугарски | Ана Шавија           |
| Професор историје Ђуро Драгићевић             | Огњен Иванов         |
| Михаило Кнежевић Филозоф                      | Владислав Марковић   |
| Даница Јанковић Дика                          | Анђела Крибл         |
| Милић Гавранић Тупа                           | Владимир Папрић      |
| Милена Кохеза Лела                            | Јана Мартинов        |
| Јован Слобеновић Малер                        | Данило Миловановић   |
| Драгица Попић Попа                            | Мина Томић           |
| Богољуб Марић Гоља                            | Страхиња Поповић     |
| Симеон Шегуљев Шега                           | Огњен Драговић       |
| Десанка Пантић Цвика                          | Христина Татић       |
| Роксанда Накић Розита                         | Катарина Алексић     |
| Илија Малорадовић Суклета                     | Марко Ђековић        |
| Вера Трнавац Блицика                          | Нина Недић           |
| Вера Трнавац Блицика                          | Александра Урошевић  |
| Бисера Душковац Цакана                        | Ана Марија Милаћевић |
| Мика Трапер                                   | Матеј Брнабић        |
| Брана Житић Брижит                            | Мина Вујичић         |
| Добривоје Биковић Биџа                        | Будимир Стошић       |
| Будмир Вујић Дим                              | Никола Брун          |

## Галерија
- Фотографија са извођења представе
- Фотографија са извођења представе
- Фотографија са извођења представе
- Фотографија са извођења представе
- Фотографија са извођења представе
- Фотографија са извођења представе
- Фотографија са извођења представе
- Фотографија са извођења представе
- Фотографија са извођења представе
- Фотографија са извођења представе
- Фотографија са извођења представе
- Фотографија са извођења представе
- Фотографија са извођења представе
- Фотографија са извођења представе
- Фотографија са извођења представе
- Фотографија са извођења представе
- Фотографија са извођења представе
- Фотографија са извођења представе
- Фотографија са извођења представе
- Фотографија са извођења представе
- Фотографија са извођења представе
- Фотографија са извођења представе
- Фотографија глумачке екипе